# Samira Rafaela
Samira Rafaela, née le 11 février 1989 à Zoetermeer, est une femme politique néerlandaise. Membre du parti Démocrates 66, elle siège au Parlement européen de 2019 à 2024. 